# Coryphopterus glaucofraenum
Coryphopterus glaucofraenum és una espècie de peix de la família dels gòbids i de l'ordre dels perciformes.

## Morfologia
Els mascles poden assolir els 8 cm de longitud total.

## Distribució geogràfica
Es troba des de Carolina del Nord (Estats Units) i Bermuda fins a Santa Catarina (Brasil), incloent-hi el Carib.